# Liceu Alexandre Herculano

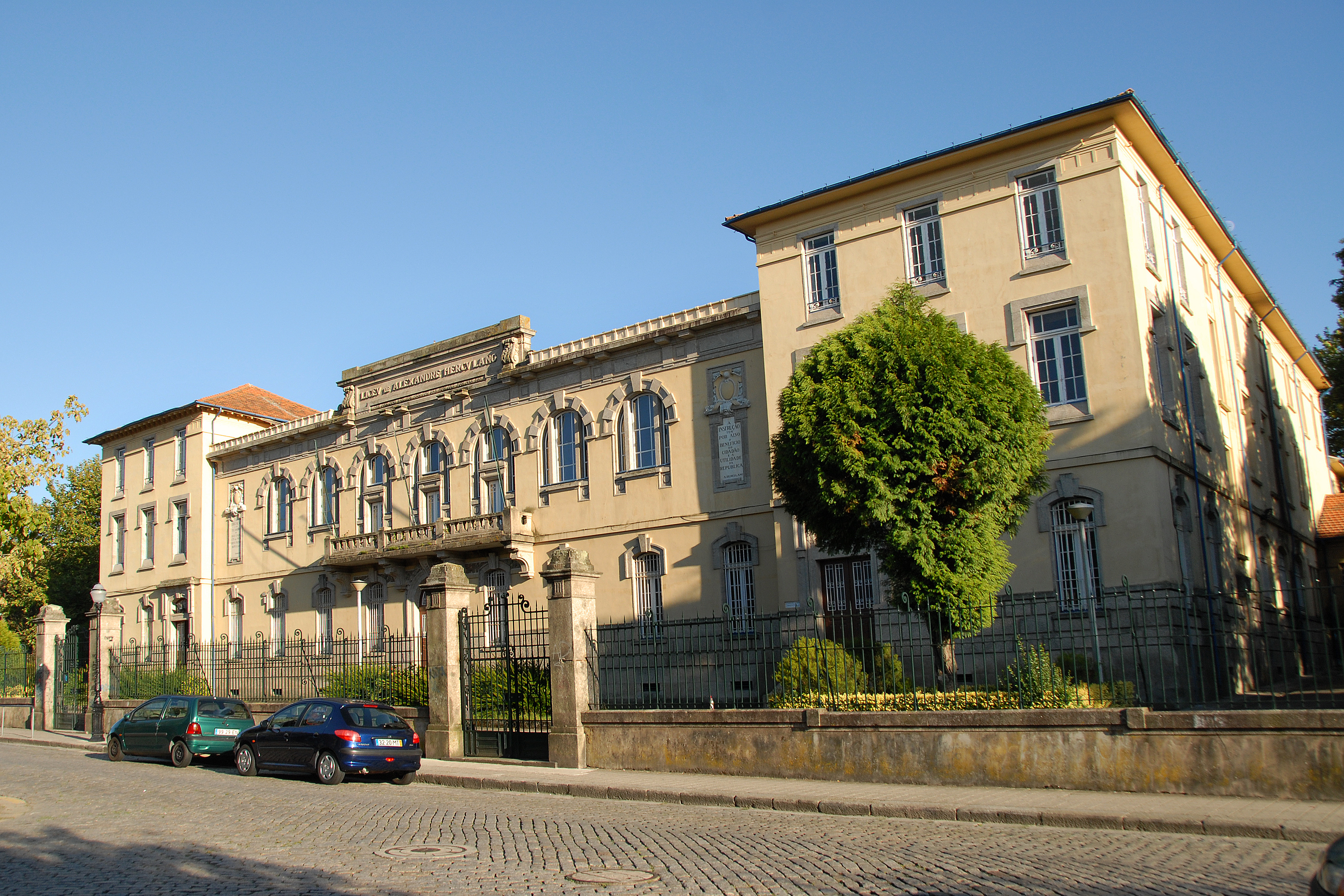
Liceu Alexandre Herculano (Porto)

O Liceu Alexandre Herculano é um estabelecimento de ensino secundário situado na cidade do Porto, em Portugal.

## História
Nos inícios do século XX, o aumento da população escolar em Portugal exigiu que se aumentassem as zonas escolares para o secundário e o número de liceus em funcionamento. Eram as exigências do tempo a requerer a modernização imediata das estruturas e do sistema de ensino.
A cidade do Porto foi, nessa época, dividida em duas zonas escolares, a Oriental e a Ocidental. Cada zona tinha vários liceus, coordenados por um liceu central. Em 26 de setembro de 1908, o Liceu Central da Zona Oriental passou a designar-se Liceu Central Alexandre Herculano, tendo sido baptizado com o nome de um dos portugueses mais ilustres no campo das letras, Alexandre Herculano.
Nesta altura já se tornava necessário dar novas instalações ao liceu, que passou, temporariamente, para um edifício alugado na Rua de Santo Ildefonso. Após muitas críticas no Parlamento relacionadas com o tipo de edifício que acolhia este liceu em particular, o Estado decidiu construir um edifício de raiz para o acolher, um prédio novo, à altura da importância do estabelecimento e da cidade. Foi escolhido para o efeito um dos talhões em que a Avenida Camilo dividiu a antiga Quinta de Sacais, recentemente urbanizada (freguesia do Bonfim). Em 31 de Janeiro de 1916, o Presidente da República, Bernardino Machado, presidiu ao lançamento da primeira pedra do liceu, que teria traço da autoria do conceituado Marques da Silva.
O novo liceu abriu as portas no ano lectivo de 1921/22. Compreendia 28 salas, laboratórios, salas para Física e Química, Ciências, Geografia, Desenho e Música, uma biblioteca, um anfiteatro, cinco pátios de recreio, um pátio de desporto, três ginásios, piscina, refeitório, entre outras valências. Actualmente, claro, já muitas delas desapareceram ou foram reformadas.

## Actualidade
A degradação da escola acentuou-se ao longo do século XXIe os alunos começaram a preferir outros estabelecimentos de ensino nas proximidades com melhores condições.
A escola foi encerrada para obras em 2019. Foi sujeita a obras, prevendo-se a sua reabertura em setembro de 2023.